# Ильвес (хоккейный клуб)
«И́львес» (фин. Ilves — рысь) — хоккейный клуб из Тампере, выступает в Лииге. Основан в 1931 году.

## История
С шестнадцатью чемпионскими титулами «Ильвес» является второй по успешности хоккейной командой в финской лиге Лиига после местного соперника «Таппара». Клуб был основан весной 1931 года, а свою первую игру он провёл против «Тампереен Паллойлият» следующей зимой. В конце 1930-х годов «Ильвес» выиграл три титула чемпиона Финляндии.
После Второй мировой войны «Ильвес» начал проводить свои домашние матчи на новом катке «Кулукату». В 1945-47 годах «Ильвес» снова стал чемпионом, оставаясь непобежденным более четырёх лет (хотя за этот период он сыграл всего 36 игр).
В 1954 году «Ильвес» в первый и пока единственный раз был понижен до второго уровня финского хоккея, но смог вернуться на высший уровень год спустя.
Нынешний логотип был разработан Рауно Бромсом в 1963 году. В 1965 году «Ильвес» вместе со своими местными соперниками «Таппара» и «Коо-Вее» переехал на новую арену «Хакаметса», где играет до сих пор.

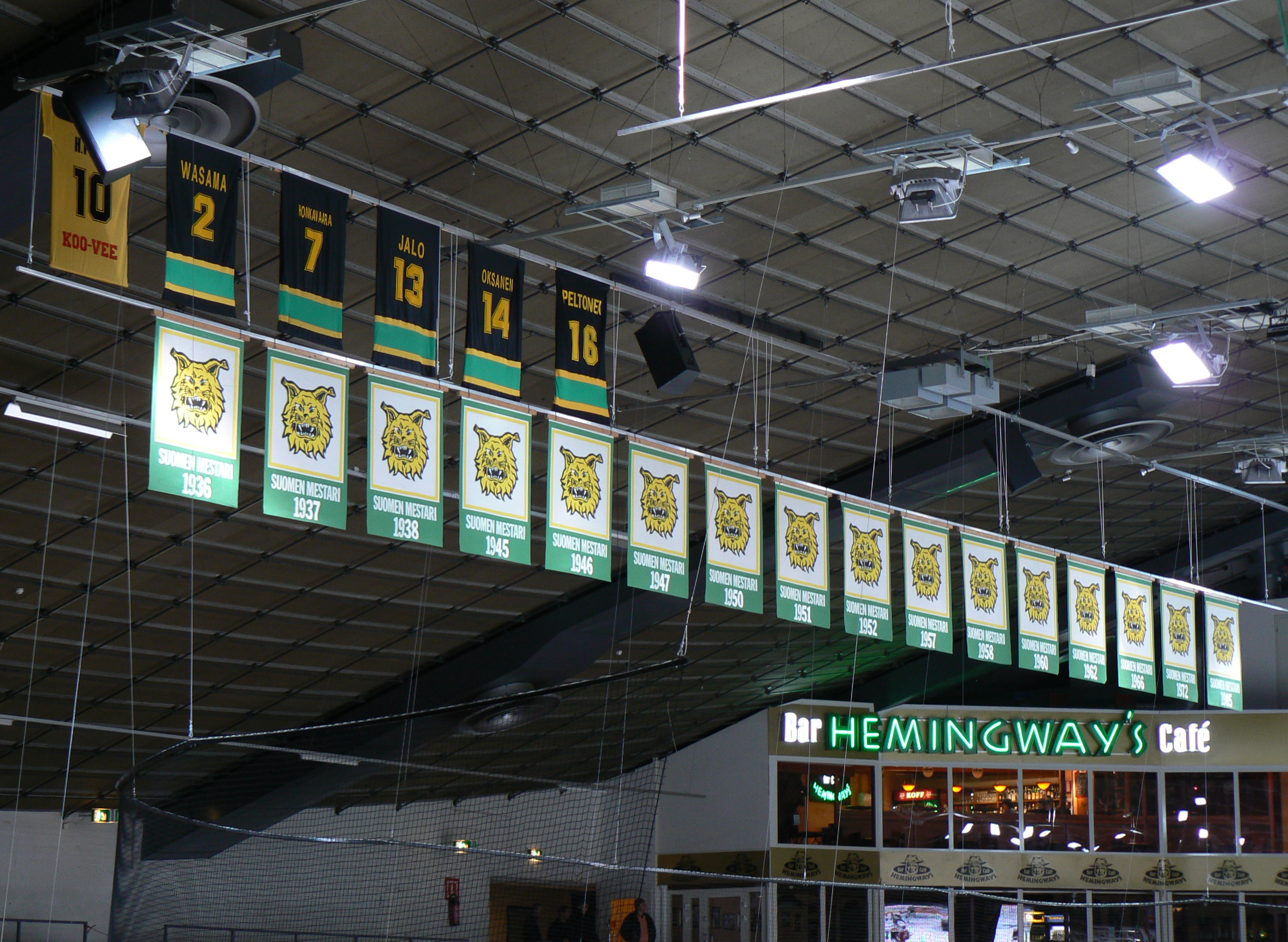
Чемпионские баннеры клуба

Последний розыгрыш Кубка Финляндии по хоккею состоялся в 1971 году. «Ильвес» выиграл титул и с тех пор является действующим чемпионом. В 1972 году команда также выиграла ещё один чемпионат лиги; в общей сложности это был 15-й чемпионат.
В конце 1970-х годов «Ильвес» переживал не лучшие времена. Наконец, когда «Коо-Вее», находившийся в не лучшем состоянии, был понижен в классе в конце сезона 1979-80 годов, два клуба решили подписать соглашение о сотрудничестве. Лучшие игроки «Коо-Вее» перешли в «Ильвес», самым заметным из них был Ристо Яло.
В 1985 году «Ильвес» выиграл свой 16-й и последний чемпионат. Наряду с Ристо Яло, ключевыми игроками команды были Раймо Хелминен, Микко Мякеля, Вилле Сирен и Юкка Тамми. Однако повторить этот успех оказалось непросто, когда летом следующего года четыре игрока покинули команду, чтобы играть в НХЛ.
В конце 1980-х годов у «Ильвеса» был ещё один короткий период умеренного успеха под руководством Сакари Пиетиля. В 1988 году команда заняла первое место в регулярном чемпионате, но была выбита в первом раунде плей-офф. На следующий год команда стала бронзовым призёром, а в 1990 году дошла до финала, но проиграла «ТПС».
Большую часть 1990-х годов клуб боролся с финансовыми проблемами и неясными вопросами, касающимися собственности. В спортивном плане низшей точкой стала весна 1995 года, когда «Ильвес» занял последнее место в СМ-лиге и должен был бороться с командами низшей лиги за место в элите на следующий год.
«Ильвесу» удалось избежать понижения в классе, и он быстро возродился как жизнеспособный кандидат на чемпионство, дойдя до полуфинала в 1997 году и финала через год после этого.
2000-е годы были довольно посредственным периодом в истории «Ильвеса». После завоевания бронзовой медали в 2001 году «Ильвес» проигрывал в первом раунде плей-офф в шести из следующих семи сезонов, а в 2003 году вообще не попал в плей-офф. Им удалось избежать выбывания в 2010, 2012 и 2013 годах.

## Достижения
- Чемпион Финляндии (всего 16): 1936, 1937, 1938, 1945, 1946, 1947, 1950, 1951, 1952, 1957, 1958, 1960, 1962, 1966, 1972, 1985
- Серебряный призёр (всего 9): 1935, 1948, 1949, 1965, 1968, 1969, 1970, 1990, 1998
- Бронзовый призёр (всего 15): 1934, 1939, 1941, 1943, 1963, 1964, 1967, 1974, 1975, 1983, 1989, 2001, 2022, 2023[1], 2025.

## Известные игроки
В 1934—1938, 1940—1941 и 1942—1945 годах за «Ильвес» выступал Фейзи Ахсен Бёре, ставший первым иностранцем в чемпионате Финляндии.